# Marilyn Bobes
Marilyn Bobes (La Habana, 1955) es una periodista, poeta, crítica y narradora cubana.
Estudió Historia en la Universidad de La Habana. 
Ha publicado entrevistas a personalidades de la cultura, crítica literaria, reseñas, libros de relatos, novelas, poesía. También ha sido compiladora de varias antologías de cuento.

## Biografía
Marilyn Bobes comenzó a escribir a finales de los años setenta del siglo veinte, destacándose como poeta. En 1979, ganó el Premio David de Poesía con su libro La aguja en el pajar. Sin embargo, el reconocimiento mayor llegaría tras ganar el premio Casa de las Américas 1995 con Alguien tiene que llorar. La forma original de abordar el conflicto en el texto que da nombre al cuaderno, el hecho de que el personaje central nunca aparezca, sino que nos es referido y/o construido en las voces de los personajes que la conocieron, amén del abordaje del universo femenino y el homoerótico, marcaron un parteaguas para la narrativa escrita por mujeres en Cuba.
En los años siguientes Marilyn Bobes desarrolló una intensa labor como promotora cultural. Ha escrito reseñas y críticas diversas y ha regresado a la poesía con un cuaderno tan original como Revi(c)itaciones y homenajes donde, intertextualidad mediante, dialoga y rinde homenaje a grandes poetas como José Martí. Sin embargo, su narrativa sigue siendo lo más destacable en una autora polifacética que tiene textos publicados en Italia, Alemania, Gran Bretaña, Estados Unidos, España y Francia.

## Obras selectas

### Poesía
- La aguja en el pajar, 1980.
- Hallar el modo, 1989.
- Revi(c)itaciones y homenajes, 1998.

## Prosa
- Alguien tiene que llorar. 1996.
- Alguien tiene que llorar otra vez, 1999.
- Impresiones y Comentarios, 2003.
- Mujer perjura (novela). ISBN 978-959-209-922-7
- Fiebre de invierno (novela), 2005.

## Como antologadora
- Estatuas de sal. Ediciones Unión. Cuba. 1996.
- Cuentos infieles. Ediciones Unión. Cuba. 2006.
- Más cuentos infieles. Ediciones Unión. Cuba. 2007.

## Premios
- Premio David de Poesía de la Unión de Escritores y Artistas de Cuba (UNEAC), 1979
- Premio Latinoamericano de Cuento "Edmundo Valadés" del Instituto de Bellas Artes de México, Puebla, 1993.
- Premio Hispanoamericano de Cuento "Magda Portal" del Centro Flora Tristán, Perú, 1994.
- Premio Casa de las Américas de Cuento, 1995, La Habana por su libro Alguien tiene que llorar ahora.
- Premio Casa de las Américas de Novela, 2005, por su novela Fiebre de invierno.
- Premio en Perú por su novela Mujer perjura.
- Premio Julio Cortázar de cuento 2016 por su relato "A quien pueda interesar".[4][5]